# 13615 Мануліс
13615 Мануліс (13615 Manulis) — астероїд головного поясу, відкритий 28 листопада 1994 року.
Тіссеранів параметр щодо Юпітера — 3,348.